# Inelegibilidade de Jair Bolsonaro
Entre os dias 22 e 30 de junho de 2023, o Tribunal Superior Eleitoral (TSE) do Brasil julgou uma ação judicial para determinar a cassação da chapa Bolsonaro–Braga Netto, acusada de abuso do poder político e de uso indevido dos meios de comunicação, após uma reunião com embaixadores estrangeiros, em 18 de julho de 2022, transmitida pela TV Brasil, na qual o então presidente Jair Bolsonaro atacou o sistema eleitoral. A ação foi apresentada pelo Partido Democrático Trabalhista (PDT) em 19 de agosto de 2022. Bolsonaro foi declarado inelegível até 2030 por 5 votos a 2 em 30 de junho. Em 31 de outubro de 2023, o ex-candidato a vice-presidente Walter Braga Netto também tornou-se inelegível, por abuso de poder político e econômico nas comemorações do Bicentenário da Independência.

## Antecedentes

### Candidatura à reeleição
A campanha presidencial de Jair Bolsonaro em 2022 foi oficializada em 24 de julho de 2022 no Rio de Janeiro. O vice na chapa foi Walter Braga Netto como candidato da federação. No dia 2 de outubro, votação do primeiro turno, seu oponente Lula foi o primeiro colocado, com 48,43% do eleitorado. Bolsonaro se classificou para o segundo turno recebendo 43,20% dos votos. No dia 30 de outubro, votação do segundo turno, Bolsonaro foi derrotado por Lula, obtendo 49,10% enquanto o rival obteve 50,90%. Bolsonaro se tornou o primeiro presidente a não conseguir se reeleger desde a instituição da reeleição em 1997 e Lula foi o primeiro presidente a ser eleito pelo voto direto três vezes.

### Reunião com embaixadores
Jair Bolsonaro, mesmo antes de sua eleição à presidência da República, tornou-se um crítico contumaz das urnas eletrônicas brasileiras. Em 2015, quando era deputado federal, foi autor de um projeto de emenda constitucional, aprovado pela Câmara dos Deputados, que previa o voto impresso no país. Posteriormente, essa emenda foi derrubada pelo Supremo Tribunal Federal e não chegou a ser implementada nas eleições de 2018, segundo o entendimento de que isto poderia gerar um risco de quebra de sigilo e da liberdade de escolha, pela possibilidade de mesários precisarem intervir em caso de falha da impressão. No contexto das eleições presidenciais de 2022, Bolsonaro e seus correligionários adotaram a tática de questionar as urnas eletrônicas, de forma a questionar a legitimidade das eleições, caso fosse derrotado.
Em 18 de julho de 2022, durante uma reunião com embaixadores, Jair Bolsonaro disseminou teorias da conspiração sobre as urnas eletrônicas e reaproveitou afirmações mentirosas, ditas nos anos anteriores e previamente contestadas pelos órgãos eleitorais. Entre as assertivas desmentidas pela imprensa e pelo Tribunal Superior Eleitoral (TSE), Bolsonaro afirmou que um hacker teve acesso ao sistema do TSE e que poderia manipular as urnas eletrônicas; que o TSE não colaborou com a investigação da Polícia Federal; que uma auditoria, contratada pelo Partido da Social Democracia Brasileira (PSDB) em 2014, concluíra que as urnas eletrônicas são "inauditáveis"; que observadores internacionais não poderiam garantir a legitimidade do pleito; que a retotalização dos votos seria feita por uma empresa terceirizada; que o TSE não acatou sugestões das Forças Armadas; que a urna eletrônica completaria o voto com o número "3", assim que o eleitor apertasse o número "1", para que o voto "13" fosse computado para o candidato de oposição. Além disso, teceu ataques aos ministros do STF, afirmou que Fachin foi advogado do Movimento dos Trabalhadores Rurais Sem Terra (MST) e que Barroso deu palestra intitulada "Como se livrar de um presidente", afirmações também desmentidas. Também tentou deslegitimar o TSE, disse sobre a corte: "é mais que um queijo suíço, é uma peneira". Segundo o The New York Times, a reunião elevou a preocupação internacional com um possível golpe de Estado no Brasil, visto que Bolsonaro sugeriu que a solução para os problemas apontados seria intensificar o envolvimento dos militares no processo eleitoral. A reunião foi transmitida pela emissora pública TV Brasil e por perfis do presidente nas redes sociais. O jornal americano comparou a tática de Bolsonaro à postura de Donald Trump nas eleições presidenciais nos Estados Unidos, em 2020, ao tentar deslegitimar a votação antes que ocorresse.

## Ações judiciais
Em junho de 2023, dezesseis ações judiciais reivindicavam a inelegibilidade de Jair Bolsonaro. Os processos correm no TSE sob a relatoria de Benedito Gonçalves e tratam de abuso do poder político e uso indevido dos meios de comunicação. O primeiro processo a ser deferido foi a ação do PDT, que apresentou seis ações desse tipo, que acusou Jair Bolsonaro e o Braga Netto de terem cometido crime eleitoral durante a reunião com embaixadores em 2022. Outras ações, protocoladas pelo Partido Democrático Trabalhista (PDT), Partido dos Trabalhadores (PT) e pela candidata à presidência Soraya Thronicke (UNIÃO), acusam Bolsonaro de abuso do poder político, por fazer campanha eleitoral durante os desfiles do bicentenário da Independência, e de abuso do poder econômico, por utilizar imagens do desfile na propaganda eleitoral. Uma terceira condenação individual foi proferida por Benedito Gonçalves em 7 de novembro de 2023, porém ela não amplia o período de inelegibilidade.

### Ação apresentada pelo PDT
Após a reunião com os embaixadores, em 19 de agosto de 2022, o PDT pediu ao TSE a cassação da chapa Bolsonaro–Braga Netto e a exclusão de vídeos dessa reunião, veiculados nas redes sociais. Através de liminar, o corregedor-geral da Justiça Eleitoral determinou a remoção dos vídeos, ainda em agosto.
No dia 22 de junho de 2023, teve início o julgamento. Benedito Gonçalves, corregedor-geral da Justiça Eleitoral e relator do caso, fez a leitura do relatório relacionado ao caso. Em seguida, o advogado do PDT, Walber Agra, apresentou os argumentos da acusação, e, após isso, o advogado de defesa dos acusados, Tarcísio Vieira, teve a oportunidade de se manifestar. O julgamento foi interrompido após a exposição do parecer do Ministério Público Eleitoral (MPE). No dia 27, Benedito Gonçalves votou pela condenação. Após seu voto, o TSE interrompeu a sessão, que retornaria dois dias depois.
O julgamento retornou no dia 29 com o voto de Raul Araújo, que foi contra. Alguns dos ministros chegaram a interrompê-lo para contestar suas citações. O próximo a votar foi Floriano Marques; e o último, André Ramos Tavares, ambos a favor. Após isso, a sessão foi suspensa. Retornou no dia 30 com os votos a favor de Carmen Lúcia e Alexandre de Moraes e contra de Nunes Marques. Com votação de 5 a 2, decidiu-se pela ilegibilidade pelo prazo de oito anos, a contar da data de realização das eleições de 2022.

### Processo no TCU
Após o julgamento da ação apresentada pelo PDT, o TSE expediu uma representação ao Tribunal de Contas da União (TCU) para avaliar os gastos envolvidos na reunião com os embaixadores e investigar possíveis danos ao erário. Caso as contas de Bolsonaro sejam reprovadas, é possível que ele se enquadre na Lei da Ficha Limpa e sua inelegibilidade seja prorrogada até o ano de 2031, o que inviabilizaria sua participação nas eleições gerais de 2030. Além disso, é possível que Bolsonaro seja multado e obrigado a ressarcir os custos.

## Repercussão
A decisão foi noticiada internacionalmente nos principais jornais do mundo, incluindo The New York Times, Diário de Notícias, BBC, El País e Deutsche Welle.
Após a decisão, o ex-presidente afirmou que levou "uma facada nas costas", em referência ao atentado nas eleições presidenciais em 2018, quando Bolsonaro foi esfaqueado na região do abdômen.

### Projeto de anistia pelo Congresso Nacional
Mesmo antes da sentença do TSE, Jair Bolsonaro e seus aliados buscavam estratégias para reverter a decisão. Primeiramente, o deputado federal Ubiratan Sanderson (PL) protocolou um projeto de lei que visa anistiar condenados por crimes políticos desde 2016, o que incluiria, além de Jair Bolsonaro, Deltan Dallagnol, cassado pela Lei da Ficha Limpa meses após tomar posse como deputado federal. Para que a anistia fosse aprovada, o projeto deve ser aprovado pela Câmara dos Deputados e pelo Senado Federal, além de ser sancionado pelo presidente da República, Luiz Inácio Lula da Silva, o principal rival político de Jair Bolsonaro.